# Didymozoum simplex
Didymozoum simplex är en mossdjursart som först beskrevs av Busk 1852.  Didymozoum simplex ingår i släktet Didymozoum och familjen Farciminariidae. Inga underarter finns listade i Catalogue of Life.